# Precambrian Research
Precambrian Research ist eine englischsprachige Fachzeitschrift mit Peer-Review im Gebiet der Geologie.

## Publikation
Precambrian Research besteht seit 1974 und wird von Elsevier veröffentlicht. Die Chefredakteure sind Randall R. Parrish (NERC Isotope Geosciences Laboratory) und Guochun Zhao (Universität Hongkong).

## Zielsetzung
Precambrian Research hat als Zielsetzung die Veröffentlichung wissenschaftlicher Arbeiten über die frühe Entwicklung der Erde (Präkambrium) und ihrer planetarischen Nachbarn – unter Einbeziehung von Zusammensetzung, Aufbau und zeitlicher Entwicklung. Behandelt werden unter anderem:
- Chemische, biologische, biochemische und kosmochemische Entwicklung; der Ursprung des Lebens; die Entwicklung der Meere und der Atmosphäre; der frühe Fossilbericht; Paläobiologie
- Geochronologie und  Geochemie (Elemente und Isotopen)
- Lagerstätten des Präkambriums
- Geophysikalische Aspekte der frühen Erde und präkambrischer Terrane
- Wesen und Entwicklung der präkambrischen Lithosphäre und darunterliegender Mantelgesteine unter Einbeziehung sedimentärer, metamorpher und tektonischer Prozesse.

Weitere Schwerpunkte liegen in prozessorientierten Untersuchungen, die auf einer Kombination der vorgenannten Aspekte beruhen sowie in vergleichenden Studien, die Auswirkungen der präkambrischen Evolution auf geologische Prozesse des Phanerozoikums als Thema haben.

## Impact Factor
Gemäß den Journal Citation Reports hatte Precambrian Research im Jahr 2014 einen Impact Factor von 5,664; im Jahr 2022 von 3,8.